# Temperatura de la superficie del mar
La temperatura de la superficie del mar, temperatura superficial del mar o temperatura superficial marina (TSM) es la temperatura en la superficie del mismo. En términos prácticos, el significado exacto de «superficie» o «superficial» variará de acuerdo al método de medida usado. Un satélite radiométrico «ve» un mapa de temperatura representando el milímetro superior; un termómetro en el océano, «vería» aproximadamente la capa superior de 1 metro; las medidas hechas rutinariamente desde los barcos se hacen del agua que entra en el motor, y que puede estar a 5m bajo la superficie.

## Midiendo la TSM

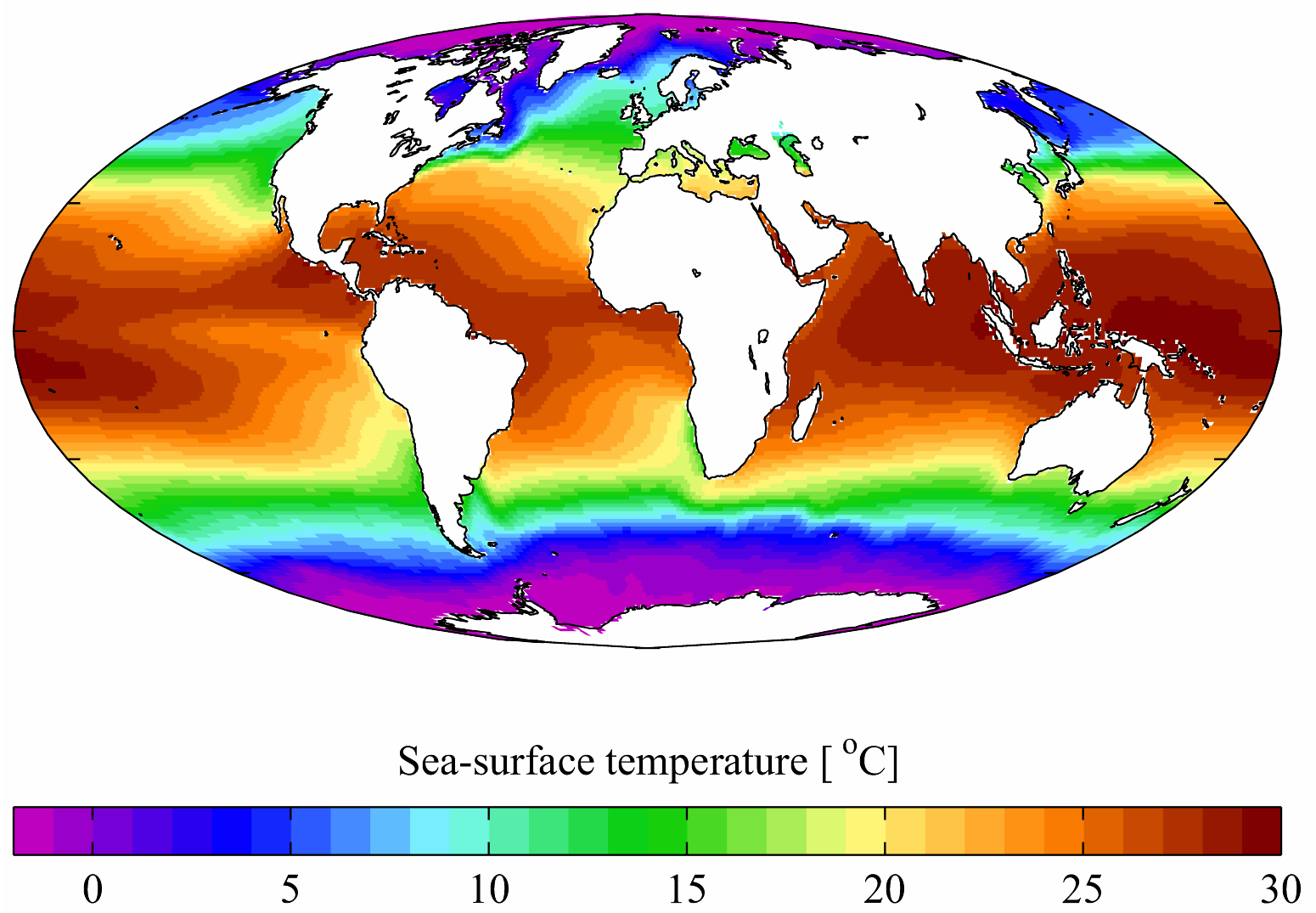
Temperatura media anual de la superficie del mar (grados Celsius).

Hay una gran variedad de técnicas para medir este parámetro que pueden dar resultados muy diferentes a causa de lo que se mide.
La primera técnica para medir la TSM fue sumergir un termómetro en agua extraída directamente de la superficie del mar. La primera técnica automatizada para determinar la TSM se consiguió por medio de la medición de la temperatura del agua en el embarcadero interno de los barcos más grandes. Sin embargo, esta medición no es consistente dado que la profundidad del agua en cada zona interior puede variar de un depósito a otro, así como el punto de medición. Probablemente, el sistema más exacto y repetitivo viene de las boyas fijas, donde la medición de la temperatura del agua se realiza siempre a 1 metro de profundidad y se usan sondas eléctricas de gran robustez. Normalmente, estas mediciones son dirigidas a los satélites para su distribución inmediata. Desde 1990 hay una extensa cadena de boyas a lo largo del Pacífico ecuatorial, cuya misión es ayudar a monitorizar y predecir el fenómeno de El Niño.
Desde los años 1980 los satélites se han ido usando cada vez más para medir la TSM y han proporcionado un enorme salto en la habilidad para ver la variación espacial y temporal de la misma. La medición por satélite se hace controlando la radiación del océano en dos o más longitudes de onda en la parte infrarroja del espectro electromagnético, que puede ser relacionado empíricamente con la TSM. Estas longitudes de onda se escogen porque están:
1. en el rango esperado de la radiación de cuerpo negro de la Tierra y
2. su capacidad para transmitir datos a través de la atmósfera

La TSM medida por los satélites proporciona una visión sinóptica del océano y una alta frecuencia de repetición de vistas, permitiendo el examen de la dinámica en la región superior del océano, que no sería posible con barcos o boyas. Por ejemplo, un barco viajando a 10 nudos (20 km/h) necesitaría 10 años para cubrir la misma área que un satélite cubre en dos minutos.
Sin embargo, hay varias dificultades con las medidas absolutas de los satélites. Primero, dado que toda la radiación emana de la «piel» del océano, aproximadamente sólo el 0,1 mm superior, o incluso menos, puede no representar la temperatura del metro de agua en la parte superior, debido principalmente a los efectos de evaporación durante el período diurno, así como la pérdida de temperatura nocturna y la radiación de retorno. Esto complica el comparar las mediciones entre boyas y barcos, haciendo más difíciles los esfuerzos realizados en tierra. En segundo lugar, el satélite no puede ver a través de las nubes, creando áreas de «buen tiempo» en los análisis de largos períodos de la TSM. De todos modos, estas dificultades son pocas comparadas con los beneficios obtenidos de las estimaciones realizadas.

## TSM y huracanes

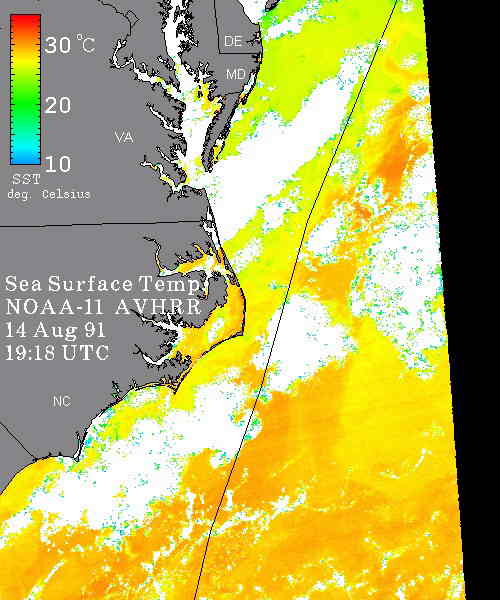
Visualización de la TSM del océano justo antes del Huracán Bob (14 de agosto de 1991).

Las temperaturas en la superficie del mar por encima de 26 °C son generalmente favorables para la formación y mantenimiento de ciclones tropicales o huracanes. Generalmente, cuanto más alta sea la temperatura, más fuerte será la tormenta. Sin embargo, hay muchos más factores que determinarán finalmente su fuerza.
La TSM medida remotamente puede usarse para detectar la temperatura en superficie causada por los huracanes. En general, se observa un enfriamiento después que pasa un huracán, básicamente, como resultado de una capa mezclada de agua a diferentes temperaturas así como la pérdida en superficie del calor. En algunos casos, la divergencia en los vientos en superficie, junto, quizá, a los efectos batimétricos, pueden ser una fuente de enfriamiento.
Los cambios en la TSM tienen implicaciones biológicas importantes para las condiciones habitables o inhabitables de muchos organismos, incluyendo algunas especies de plancton, algas marinas, moluscos, crustáceos, peces y mamíferos. Aunque los cambios en la TSM son de poca duración, sus ramificaciones todavía no se han logrado comprender.